# Boris Bykhovski
Boris Ievseïevitch Bykhovski (en russe : Борис Евсеевич Быховский, 14 août 1908 - 26 janvier 1974) était un scientifique et parasitologiste soviétique, spécialiste de parasites de poissons, surtout les Monogènes,,,.
Il a été Directeur de l'Institut de Zoologie de l'Académie des Sciences de l'URSS à Saint-Pétersbourg (alors Leningrad) de 1962 à 1974.
Bykhovski est l'auteur de plus de cent publications scientifiques, en particulier sur la systématique des Monogenea. Il est surtout connu pour sa monographie des Monogènes (1957), qui a été traduite en anglais en 1961.

## Éducation
- 1930: Diplôme du Département de Biologie de la Faculté de Physique et Mathématique de l'Université d'État de Leningrad
- 1935: Diplôme de candidat en Sciences Biologiques.
- 1956: Diplôme de Docteur en Sciences Biologiques.

## Carrière
- 1929-1935: Laboratoires des maladies des poissons de l'Institut des Pêches de Leningrad;
- 1935-1940: Institut de Zoologie de l'Académie des Sciences de l'URSS à Leningrad
- 1940-1944: Président-adjoint du Presidium de la branche du Tajikistan de l'Académie des Sciences de l'URSS
- 1942-1962: Directeur-adjoint de l'Institut de Zoologie de l'Académie des Sciences de l'URSS à Leningrad
- 1962-1974: Directeur de l'Institut de Zoologie de l'Académie des Sciences de l'URSS à Leningrad

## Récompenses
- 1963: Académicien-Secrétaire du Département de Biologie Générale, Académie des Sciences de l'URSS
- 1964: Membre de l'Académie des Sciences de l'URSS

Médailles: 
- Ordre de Lénine
- Ordre du Drapeau rouge du Travail

## Taxons nommés en son honneur

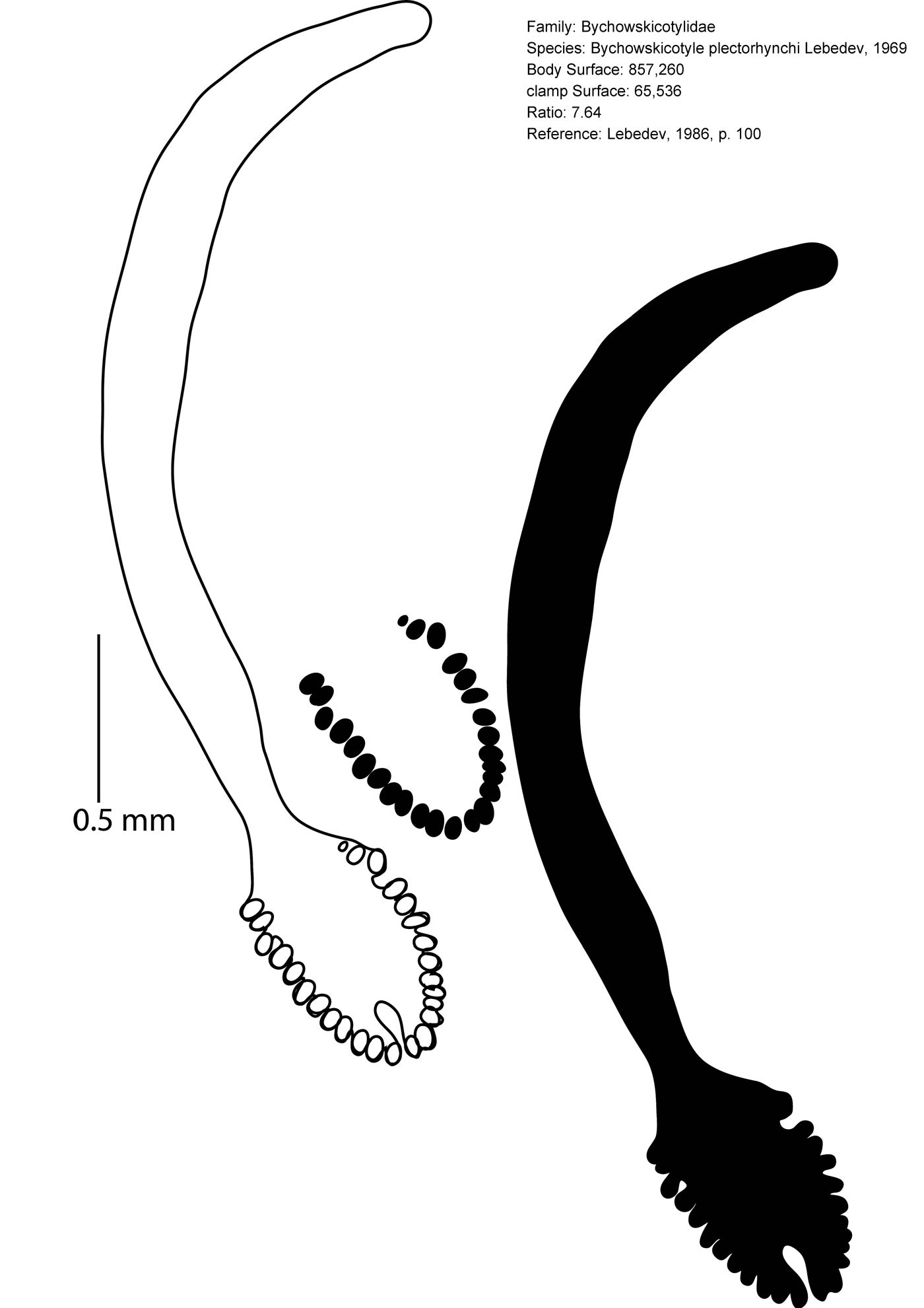
Bychowskicotyle plectorhynchi (Monogenea, Bychowskicotylidae)

Les taxons suivant ont été nommés en son honneur. La plupart sont des parasites de poissons. WoRMS
Famille:
- Bychowskicotylidae Lebedev, 1969

Genres:
- Bychowskicotyle Lebedev, 1969
- Bychowskya Nagibina, 1968
- Bychowskyella Akhmerov, 1952, y compris Bychowskyella bychowskii Gusev, 1977 (genre et espèce dédiées à Bychowsky)
- Bychowskymonogenea Caballero & Bravo-Hollis, 1972

Espèces:
Nombreuses espèces de Monogenea, y compris Absonifibula bychowskyi Lawler & Overstreet, 1976, Caniongiella bychowskyi Lebedev, 1976, Cribromazocraes bychowskyi Mamaev, 1981, Dicrumenia bychowskyi Mamaev, 1969, Dionchus bychowskyi Timofeeva, 1989, Euryhaliotrema bychowskyi (Obodnikova, 1976) Kritsky & Boeger, 2002, Gyrodactyloides bychowskii Albova, 1948, Gyrodactylus bychowskyi (Albova, 1948), Heterobothrium bychowskyi Ogawa, 1991, Mazocraeoides bychowskyi Caballero & Caballero, 1976, Mexicana bychowskyi Caballero & Bravo-Hollis, 1959, Mexicotrema bychowskyi Lamothe-Argumedo, 1969, Murraytrema bychowskyi Oliver, 1987, Murraytrematoides bychowskii (Nagibina, 1976) Oliver, 1987, Neohaliotrema bychowskii Zhukov, 1976, Neoheterocotyle bychowskyi (Timofeeva, 1981) Chisholm, 1994, Neotetraonchus bychowskyi Bravo-Hollis, 1968, Osphyobothrus bychowskyi Khoche & Chauhan, 1969, Pseudaxinoides bychowskyi Lebedev, 1977, Pseudodiplectanum bychowskii Nagibina, 1977, des Digenea comme Genolopa bychowskii Zhukov, 1977, Hysterogonia bychowskii Korotaeva, 1972 et Phyllodistomum borisbychowskyi Caballero y Caballero, 1969, des Isopodes parasites comme Cymothoa bychowskyi Avdeev, 1979 et des Copépodes parasites comme Lepeophtheirus bychowskyi Gusev, 1951, et la Microsporidie Glugea bychowsky Gasimagomedov & Issi, 1970. À tous ces parasites de poissons doit être ajouté le Diptère Ceratopogonidae Culicoides bychowskyi Dzhafarov, 1964.